# Jürgen Schmidt (General)
Jürgen Schmidt (* 15. September 1961 in Limburg an der Lahn) ist ein Brigadegeneral außer Dienst des Heeres der Bundeswehr und war von Juli 2020 bis 2025 Abteilungsleiter Kampf im Bundesamt für Ausrüstung, Informationstechnik und Nutzung der Bundeswehr in Koblenz.

## Militärische Laufbahn

### Ausbildung und erste Verwendungen
Schmidt trat am 1. Juli 1980 beim Transportbataillon 370 in Hermeskeil in die Bundeswehr ein. Von 1981 bis 1985 studierte er Wirtschafts- und Organisationswissenschaft an der Universität der Bundeswehr Hamburg und erreichte den Abschluss Diplom-Kaufmann. Anschließend war er bis 1991 Nachschuboffizier in den Verwendungen Transportzugführer, Materialzugführer und Unterstützungsstaffelführer in der Nachschubkompanie 60 der Panzerbrigade 6 in Hofgeismar. Danach war er bis 1993 Kompaniechef der 3. Kompanie/Nachschubbataillon 2 in Wolfhagen.

### Dienst als Stabsoffizier
Von 1993 bis 1995 absolvierte Schmidt den 36. Generalstabslehrgang Heer an der Führungsakademie der Bundeswehr in Hamburg, wo er zum Offizier im Generalstabsdienst ausgebildet wurde. Im Folgenden war er bis 1997 G3 und Rüstungsstabsoffizier im Heeresunterstützungskommando in Koblenz. Von 1997 bis 1998 absolvierte er den italienischen Generalstabslehrgang in Rom, bevor er G3 in der Abteilung III (Heeresentwicklung) im Heeresamt in Köln wurde. 2000 wechselte er zum Joint Commando South in Verona als Military Assistent des Stellvertretender Befehlshabers. Von Oktober 2000 bis April 2001 war Schmidt im Auslandseinsatz Military Assistent des rückwärtigen Kommandeurs KFOR im rückwärtigen Hauptquartier von KFOR in Skopje (Nordmazedonien).
Von 2001 bis 2003 war Schmidt Bataillonskommandeur des Transportbataillons 801 in Lippstadt und anschließend Dezernatsleiter in der Abteilung Rüstung/Nutzung im Logistikamt der Bundeswehr in Sankt Augustin. Von 2005 bis 2006 war er Referent im Bundesministerium der Verteidigung im Referat Fü H II 1 (Bundeswehrplanung Heer). Danach wurde er Abteilungsleiter G4 der 1. Panzerdivision in Hannover. Im Juni 2008 begann Schmidts zweiter Auslandseinsatz als Verbindungsstabsoffizier des Einsatzführungsstabes zum Verteidigungsministerium/Generalstab und zum US-geführten Combined Security Transition Command Afghanistan in Kabul. Im Dezember 2008 kehrte er zurück und wurde Gruppenleiter Zentrale Aufgaben in der Abteilung Rüstung/Nutzung des Logistikamtes der Bundeswehr in Sankt Augustin. 2011 folgte eine Verwendung im Arbeitsstab Strukturreform Bundeswehr und 2012 als Projektbegleitstabsoffizier Rüstung Abteilungsleiter III im Planungsamt der Bundeswehr in Berlin. 2014 wurde er Referatsleiter HC II 4 (Strategisches Controlling) im Bundesministerium der Verteidigung in Bonn. 2017 folgte eine weitere Referatsleiterverwendung im Ministerium des Referats A IV 4 (Grundsatz Nutzung), ebenfalls am Dienstort Bonn.

### Dienst als General
Ab Juli 2020 war Schmidt Abteilungsleiter Kampf im Bundesamt für Ausrüstung, Informationstechnik und Nutzung der Bundeswehr in Koblenz. Im April 2025 wurde er in den Ruhestand versetzt.

## Privates
Schmidt ist verheiratet und hat drei Kinder.